# مهدی ویشکایی
مهدی ویشکایی (زاده۱۲۹۹ - درگذشته ۱۳۸۵)، از نقاشان پیشگام ایران است که بیشتر به خاطر پرتره‌هایش شناخته شده‌است.
او در سال ۱۲۹۹ در شهرستان رشت متولد شد. در نوجوانی به همراه خانواده به تهران مهاجرت کرد. در آنجا در هنرستان کمال الملک تحصیل کرده و سپس به دانشکده هنرهای زیبا رفت.
وی پس از تأسیس هنرستان هنرهای زیبای کشور توسط جلیل ضیاپور مدیر این هنرستان شد و در آنجا به تربیت یک نسل از نقاشان پرداخت.
نمایشگاه‌های زیادی از آثار این هنرمند برجستهٔ کشور در طول سال‌ها فعالیت هنری اش در داخل و خارج از ایران به نمایش گذاشته شده‌اند.